# Gornjaki (żupania krapińsko-zagorska)
Gornjaki – wieś w Chorwacji, w żupanii krapińsko-zagorskiej, w gminie Hrašćina. W 2011 roku liczyła 135 mieszkańców.